# A Paz Perpétua: Um Projeto Filosófico

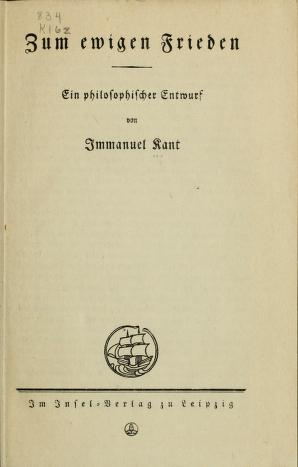
Capa do ensaio

Paz perpétua: um esboço filosófico ou A Paz Perpétua: Um Projeto Filosófico (em alemão:  Zum ewigen Frieden. Ein philosophischer Entwurf: Ein philosophischer Entwurf) é um livro de 1795 da autoria do filósofo prussiano Immanuel Kant.
Nele, propõe um programa para a paz que deve ser implementado pelos governos.

## Estrutura
“Se existe um dever e ao mesmo tempo uma esperança fundada de tornar efetivo o estado de um direito público, ainda que apenas numa aproximação que progride até ao infinito, então a paz perpétua, que se segue aos que até agora falsamente chamados tratados de paz (na realidade, armistícios), não é uma ideia vazia, mas uma tarefa que, pouco a pouco resolvida, se aproxima constantemente do seu fim (porque é de esperar que os tempos em que se produzem iguais progressos se tornem cada vez mais curtos).”

— A Paz Perpétua e Outros Opúsculos (1990) de Immanuel Kant com tradução de Artur Romão
(Títulos, secções e pontos baseiam-se na edição de 1990, traduzida por Artur Romão de Kant, A Paz Perpétua e Outros Opúsculos.)

### / PRIMEIRA SECÇÃO
QUE CONTÉM OS ARTIGOS PRELIMINARES PARA A PAZ PERPÉTUA ENTRE OS ESTADOS
1. «Não deve considerar-se como válido nenhum tratado de paz que se tenha feito com a reserva secreta de elementos para uma guerra futura»
2. «Nenhum estado independente (grande ou pequeno, aqui tanto faz) poderá ser adquirido por outro mediante herança, troca, compra ou doação.»
3. «Os exércitos permanentes (miles perpetuus) devem, com o tempo, desaparecer totalmente.»
4. «Não se devem emitir dívidas públicas em relação com os assuntos de política exterior.»
5. «Nenhum Estado deve imiscuir-se pela força na constituição e no governo de outro Estado.»
6. «Nenhum Estado em guerra com outro deve permitir tais hostilidades que tornam impossível a confiança mútua na paz futura, como, por exemplo, o emprego no outro Estado de assassinos (percussores), envenenadores (venefici), a rotura da capitulação, a instigação à traição (perduellio), etc.»

### / SEGUNDA SECÇÃO
QUE CONTÉM OS ARTIGOS DEFINITIVOS PARA A PAZ PERPÉTUA ENTRE OS ESTADOS
/ Primeiro Artigo definitivo para a Paz Perpétua
A Constituição civil de cada Estado deve ser republicana.
/ Segundo Artigo definitivo para a Paz Perpétua
O direito das gentes deve fundar-se numa federação de Estados livres
/ Terceiro Artigo definitivo para a Paz Perpétua
O direito cosmopolita deve limitar-se às condições de hospitalidade universal.

### / SUPLEMENTO PRIMEIRO
DA GARANTIA DA PAZ PERPÉTUA

### / SUPLEMENTO SEGUNDO
ARTIGO SECRETO PARA A PAZ PERPÉTUA

### / APÊNDICE
I. SOBRE A DISCREPÂNCIA ENTRE A MORAL E A POLÍTICA  A RESPEITO DA PAZ PERPÉTUA
II. DA HARMONIA DA POLÍTICA COM A MORAL SEGUNDO O CONCEITO TRANSCENDENTAL NO DIREITO PÚBLICO

## Conteúdo e Impacto

### Conteúdo e relação com a Teoria da Paz Democrática
O ensaio de Kant, em alguns aspetos, assemelha-se à teoria da paz democrática moderna.
Define os estados republicanos, Republikanisch (não democráticos), como tendo governos representativos, nos quais o legislativo é separado do executivo. Kant afirma que as repúblicas estarão em paz umas com as outras, pois devem tender ao pacifismo mais do que outras formas de governo. O ensaio não trata os governos republicanos como suficientes por si próprios para produzir a paz: a hospitalidade universal (ius cosmopoliticum) e uma federação de estados livres são necessários para implementar conscientemente seu programa de seis pontos.
Contudo, Kant argumenta contra um governo mundial, pois seria sujeito à tirania. A solução preferível para a anarquia no sistema internacional era criar uma liga de estados republicanos independentes.

### Impacto na Política e na Economia
A ideia geral de que governos populares e responsáveis estariam mais inclinados a promover a paz e o comércio tornou-se uma corrente do pensamento e da prática política europeia. Foi um elemento da política americana de George Canning e da política externa de Lord Palmerston. Também foi representado no internacionalismo liberal de Woodrow Wilson, George Creel e H. G. Wells. As recomendações de Kant foram claramente representadas na década de 1940 nas Nações Unidas.
Em 1909, Norman Angell confiou apenas na segunda etapa, argumentando que o comércio moderno tornava a guerra necessariamente não lucrativa, mesmo para o país tecnicamente vitorioso e, portanto, a possibilidade de uma guerra bem-sucedida era a Grande Ilusão. James Mill descreveu o colonialismo como um alívio ao ar livre para as classes altas; Joseph Schumpeter argumentou que o capitalismo tornou os Estados modernos inerentemente pacíficos e opostos à conquista e ao imperialismo, o que favoreceu economicamente as velhas elites aristocráticas.
Essa teoria foi bem desenvolvida nos últimos anos. Mansfield e Pollins, escrevendo no Journal of Conflict Resolution, resumem um grande corpo de trabalho empírico que, em sua maior parte, apóia a tese. Existem várias exceções e ressalvas que parecem limitar as circunstâncias sob as quais a interdependência econômica resulta na redução de conflitos. Por outro lado, indo além da interdependência econômica para a questão da liberdade econômica dentro dos estados, Erik Gartzke encontrou evidências empíricas de que a liberdade econômica (medida pelo libertário Fraser Institute) é cerca de cinquenta vezes mais eficaz do que a democracia na redução de conflitos violentos.